# Sparisoma atomarium
Sparisoma atomarium е вид бодлоперка от семейство Scaridae. Видът не е застрашен от изчезване.

## Разпространение и местообитание
Разпространен е в Американски Вирджински острови, Ангуила, Антигуа и Барбуда, Аруба, Асенсион и Тристан да Куня, Барбадос, Бахамски острови, Белиз, Бермудски острови, Бонер, Британски Вирджински острови, Венецуела, Гваделупа, Гватемала, Гренада, Доминика, Доминиканска република, Кайманови острови, Колумбия, Коста Рика, Куба, Кюрасао, Мексико, Монсерат, Никарагуа, Остров Света Елена, Панама, Пуерто Рико, Саба, САЩ, Свети Мартин, Сейнт Винсент и Гренадини, Сейнт Китс и Невис, Сен Естатиус, Синт Мартен, Тринидад и Тобаго, Търкс и Кайкос, Хаити, Хондурас и Ямайка.
Обитава морета и рифове. Среща се на дълбочина от 0,5 до 55 m, при температура на водата от 26,4 до 28,1 °C и соленост 34,7 – 36,5 ‰.

## Описание
На дължина достигат до 25 cm.